# Chaim Sandler
Chaim Sandler – polski aktor i reżyser żydowskiego pochodzenia, który zasłynął głównie z ról w przedwojennych żydowskich filmach i sztukach teatralnych w języku jidysz.
Podczas II wojny światowej został przesiedlony do getta warszawskiego, gdzie kontynuował karierę aktorską. Był jednym z czołowych aktorów Teatru Nowy Azazel.

## Filmografia
- 1929: W lasach polskich
- 1925: Jeden z 36